# سیارک ۲۶۵۰۲
سیارک ۲۶۵۰۲ (به انگلیسی: 26502 Traviscole، نامگذاری:2000CQ5)۲۶۵۰۲مین سیارک کشف شده‌است که در ۰۲ فوریه ۲۰۰۰ کشف شد.